# Rossmore Castle

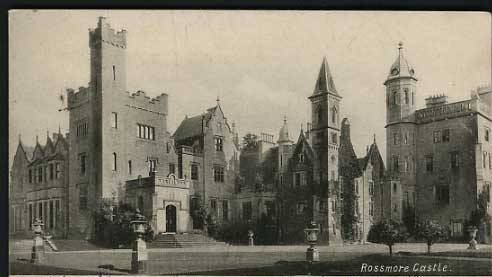
Rossmore Castle im 19. Jahrhundert

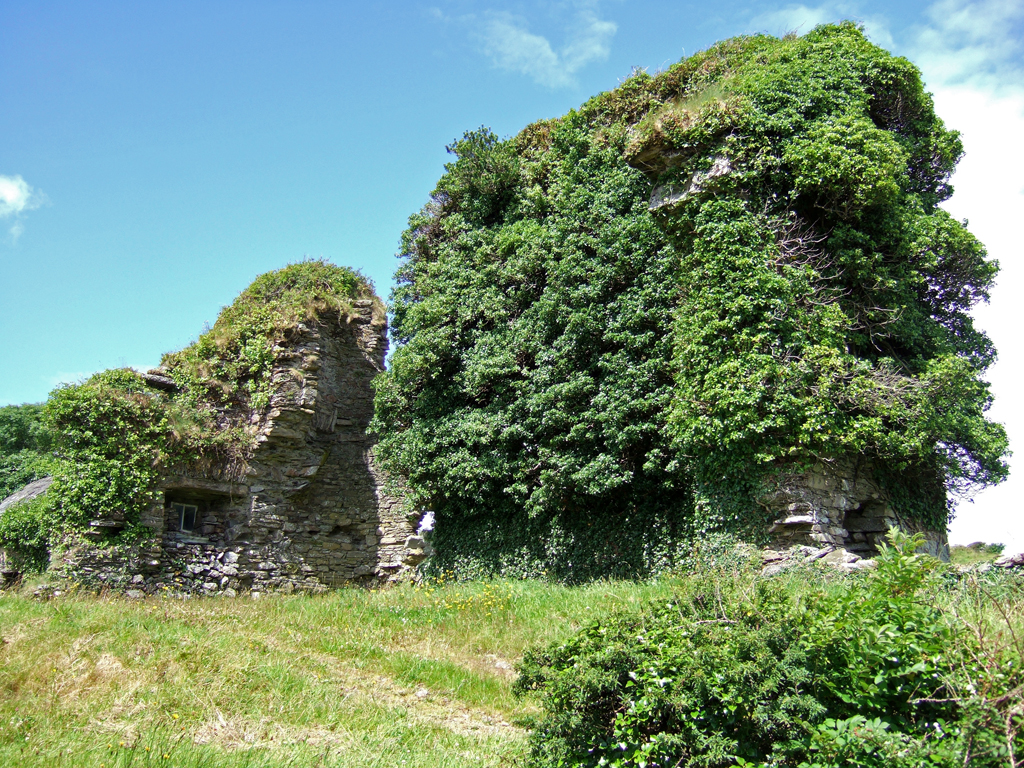
Ruinen von Rossmore Castle 2007

Rossmore Castle (irisch Caisleán Ros Mór), heute Rossmore Park, war ein Schloss südwestlich der Stadt Monaghan im irischen County Monaghan. Das Gebäude aus dem 19. Jahrhundert wurde in den 1970er Jahren abgerissen.

## Geschichte
Warner Westenra, 2. Baron Rossmore, ließ das Schloss 1827 im neugotischen Stil errichten; 1858 wurde es von Architekten William Harry Lynn erweitert. Lord Rossmore und die Shirleys of Lough Fea hatten viele Jahre lang um den Titel des Besitzers des größten Raumes in County Monaghan gestritten; der Salon von Rossmore Castle wurde daher fünfmal vergrößert. Das Schloss hatte schließlich mindestens 117 Fenster in 53 verschiedenen Größen.
Nach dem Zweiten Weltkrieg wurde an dem Schloss Braunfäule festgestellt, was den Abriss des Gebäudes notwendig machte. Dieser erfolgte 1974; heute gibt es nur noch einige, mit Efeu bewachsene Mauerteile.